# Henri Camara
Henri Camara (Dakar, 10 maggio 1977) è un ex calciatore senegalese, di ruolo attaccante.

## Carriera

### Club
Cresciuto calcisticamente in Francia, nelle giovanili dello Strasburgo, esordisce tra i professionisti nel 1999 in Svizzera con il Neuchâtel Xamax disputando un ottimo campionato, con 32 presenze e 17 gol, che gli frutta il passaggio al Grasshoppers, con cui vince la Super League nel 2001.
Torna poi in Francia, al Sedan, dove rimane per due stagioni, fino al 2003, quando viene ceduto al Wolverhampton. Con la squadra francese disputa due buone stagioni a livello individuale, nel 2002 contribuisce alla salvezza della squadra in Ligue 1, ma nella stagione successiva la squadra retrocede in Ligue 2, nonostante Camara segni più di un terzo dei gol della squadra (14).
Al termine della stagione approda al Wolverhampton, neopromosso in Premier League, ma il campionato si conclude con la retrocessione della squadra in First Division.
Nonostante ciò Camara diventa un idolo del pubblico, dopo un pessimo inizio, alla fine della stagione segna 6 reti in 9 partite, diventando così il "Giocatore dell'anno per i tifosi".
Nel 2004 si trasferisce in prestito al Celtic per sostituire Henrik Larsson, appena ceduto al Barcelona. Con la squadra scozzese disputa 18 partite di campionato segnando 8 reti. Il suo prestito oneroso, un milione di pounds termina durante la finestra di mercato invernale, con il passaggio al Southampton. Con la squadra inglese colleziona, tra Premier League e FA Cup, 16 presenze e 6 gol.
Il 6 agosto 2005 firma per il Wigan, club a cui si lega fino al 2008 con un'opzione per il 2009. Il trasferimento costa 3 milioni di sterline. La prima stagione è la più prolifica, 28 presenze e 12 gol, mentre in quella successiva segna 8 gol in 23 partite.
Tuttavia il 31 agosto 2007, Camara viene ceduto in prestito al West Ham United, con cui disputa una stagione opaca, 10 presenze e nessun gol.
Al termine del prestito ritorna al Wigan, con cui disputa tra Campionato e Coppa, 20 partite con 6 gol.
Il 12 maggio 2010 viene messo sotto contratto per un anno dall'Atromītos. Conclude la stagione con 3 gol in 29 partite. A fine stagione lascia il suo club per firmare con il Panaitolikos dove parte bene realizzando un gol nel pareggio casalingo contro il Panathīnaïkos (1-1). Con il club giallo-blu rimane tre stagioni, prima di firmare un contratto con l'AEL Kalloni nella stagione 2014-2015. Tuttavia, dopo 13 presenze e un solo gol, rescinde il proprio contratto nel febbraio 2015 e si accasa al Lamia, formazione militante nella seconda serie greca.

### Nazionale
Esordisce con la nazionale senegalese il 28 febbraio 1999 durante la partita contro la Nigeria, valevole per la qualificazione alla Coppa d'Africa.
Ha partecipato alla stessa competizione nel 2002, segnando 1 rete, arrivando fino alla finale, persa ai rigori con il Camerun.
Nello stesso anno ha partecipato ai Mondiali, in cui il Senegal è stata una vera sorpresa, la squadra è giunta fino ai quarti di finale, dopo aver sconfitto la Francia all'esordio, e la Svezia agli ottavi, ribaltando il risultato con una doppietta di Henri Camara.
Con l'addio del CT Bruno Metsu il Senegal non è più riuscito ad ottenere la qualificazione alla fase finale dei Mondiali. Camara ha partecipato alla Coppa d'Africa sia nel 2004, che nel 2006 quando il Senegal è giunto quarto, grazie anche ai 2 gol di Camara, e nel 2008, quando nonostante altri 2 gol segnati da Camara, il Senegal non è andato oltre al girone eliminatorio.

## Statistiche

### Cronologia presenze e reti in nazionale
| Cronologia completa delle presenze e delle reti in nazionale ― Senegal | Cronologia completa delle presenze e delle reti in nazionale ― Senegal | Cronologia completa delle presenze e delle reti in nazionale ― Senegal | Cronologia completa delle presenze e delle reti in nazionale ― Senegal | Cronologia completa delle presenze e delle reti in nazionale ― Senegal | Cronologia completa delle presenze e delle reti in nazionale ― Senegal | Cronologia completa delle presenze e delle reti in nazionale ― Senegal | Cronologia completa delle presenze e delle reti in nazionale ― Senegal |
| Data                                                                   | Città                                                                  | In casa                                                                | Risultato                                                              | Ospiti                                                                 | Competizione                                                           | Reti                                                                   | Note                                                                   |
| ---------------------------------------------------------------------- | ---------------------------------------------------------------------- | ---------------------------------------------------------------------- | ---------------------------------------------------------------------- | ---------------------------------------------------------------------- | ---------------------------------------------------------------------- | ---------------------------------------------------------------------- | ---------------------------------------------------------------------- |
| 28-2-1999                                                              | Dakar                                                                  | Senegal                                                                | 1 – 1                                                                  | Nigeria                                                                | Qual. Coppa d'Africa 2000                                              | -                                                                      |                                                                        |
| 16-5-1999                                                              | Tripoli                                                                | Libia                                                                  | 2 – 1                                                                  | Senegal                                                                | Amichevole                                                             | -                                                                      |                                                                        |
| 1-6-1999                                                               | Bamako                                                                 | Mali                                                                   | 1 – 1                                                                  | Senegal                                                                | Amichevole                                                             | -                                                                      |                                                                        |
| 6-6-1999                                                               | Ouagadougou                                                            | Burkina Faso                                                           | 2 – 2                                                                  | Senegal                                                                | Qual. Coppa d'Africa 2000                                              | 1                                                                      |                                                                        |
| 19-6-1999                                                              | Dakar                                                                  | Senegal                                                                | 1 – 0                                                                  | Burundi                                                                | Qual. Coppa d'Africa 2000                                              | -                                                                      |                                                                        |
| 18-7-1999                                                              | Dakar                                                                  | Senegal                                                                | 6 – 2                                                                  | Eritrea                                                                | Qual. Coppa d'Africa 2000                                              | -                                                                      |                                                                        |
| 30-7-1999                                                              | Harare                                                                 | Zimbabwe                                                               | 2 – 1                                                                  | Senegal                                                                | Qual. Coppa d'Africa 2000                                              | -                                                                      |                                                                        |
| 8-8-1999                                                               | Dakar                                                                  | Senegal                                                                | 2 – 0                                                                  | Zimbabwe                                                               | Qual. Coppa d'Africa 2000                                              | -                                                                      |                                                                        |
| 20-8-1999                                                              | Asmara                                                                 | Eritrea                                                                | 0 – 2                                                                  | Senegal                                                                | Qual. Coppa d'Africa 2000                                              | 1                                                                      |                                                                        |
| 12-12-1999                                                             | Dakar                                                                  | Senegal                                                                | 3 – 0                                                                  | Gambia                                                                 | Amichevole                                                             | -                                                                      |                                                                        |
| 21-12-1999                                                             | Agadir                                                                 | Marocco                                                                | 0 – 0                                                                  | Senegal                                                                | Amichevole                                                             | -                                                                      |                                                                        |
| 13-1-2000                                                              | Dakar                                                                  | Senegal                                                                | 0 – 0                                                                  | Camerun                                                                | Amichevole                                                             | -                                                                      |                                                                        |
| 25-1-2000                                                              | Kano                                                                   | Senegal                                                                | 3 – 1                                                                  | Burkina Faso                                                           | Coppa d'Africa 2000 - 1º turno                                         | 1                                                                      |                                                                        |
| 28-1-2000                                                              | Kano                                                                   | Egitto                                                                 | 1 – 0                                                                  | Senegal                                                                | Coppa d'Africa 2000 - 1º turno                                         | -                                                                      |                                                                        |
| 1-2-2000                                                               | Lagos                                                                  | Zambia                                                                 | 2 – 2                                                                  | Senegal                                                                | Coppa d'Africa 2000 - 1º turno                                         | 1                                                                      |                                                                        |
| 7-2-2000                                                               | Lagos                                                                  | Nigeria                                                                | 2 – 1 dts                                                              | Senegal                                                                | Coppa d'Africa 2000 - Quarti di finale                                 | -                                                                      |                                                                        |
| 9-4-2000                                                               | Cotonou                                                                | Benin                                                                  | 1 – 1                                                                  | Senegal                                                                | Qual. Mondiali 2002                                                    | -                                                                      |                                                                        |
| 23-4-2000                                                              | Dakar                                                                  | Senegal                                                                | 1 – 0                                                                  | Benin                                                                  | Qual. Mondiali 2002                                                    | -                                                                      |                                                                        |
| 4-6-2000                                                               | Dakar                                                                  | Senegal                                                                | 0 – 0                                                                  | Zambia                                                                 | Amichevole                                                             | -                                                                      |                                                                        |
| 6-6-2000                                                               | Dakar                                                                  | Senegal                                                                | 0 – 0                                                                  | Zambia                                                                 | Amichevole                                                             | -                                                                      |                                                                        |
| 11-6-2000                                                              | Tunisi                                                                 | Tunisia                                                                | 1 – 4                                                                  | Senegal                                                                | Amichevole                                                             | -                                                                      |                                                                        |
| 16-6-2000                                                              | Annaba                                                                 | Algeria                                                                | 1 – 1                                                                  | Senegal                                                                | Qual. Mondiali 2002                                                    | -                                                                      |                                                                        |
| 9-7-2000                                                               | Dakar                                                                  | Senegal                                                                | 0 – 0                                                                  | Egitto                                                                 | Qual. Mondiali 2002                                                    | -                                                                      |                                                                        |
| 24-9-2000                                                              | Dakar                                                                  | Senegal                                                                | 0 – 0                                                                  | Togo                                                                   | Qual. Coppa d'Africa 2002                                              | -                                                                      |                                                                        |
| 13-1-2001                                                              | Kampala                                                                | Uganda                                                                 | 1 – 1                                                                  | Senegal                                                                | Qual. Coppa d'Africa 2002                                              | -                                                                      |                                                                        |
| 10-3-2001                                                              | Dakar                                                                  | Senegal                                                                | 4 – 0                                                                  | Namibia                                                                | Qual. Mondiali 2002                                                    | 1                                                                      |                                                                        |
| 24-3-2001                                                              | Dakar                                                                  | Senegal                                                                | 3 – 0                                                                  | Uganda                                                                 | Qual. Mondiali 2002                                                    | 1                                                                      |                                                                        |
| 21-4-2001                                                              | Dakar                                                                  | Senegal                                                                | 3 – 0                                                                  | Algeria                                                                | Qual. Mondiali 2002                                                    | -                                                                      |                                                                        |
| 6-5-2001                                                               | Il Cairo                                                               | Egitto                                                                 | 1 – 0                                                                  | Senegal                                                                | Qual. Mondiali 2002                                                    | -                                                                      |                                                                        |
| 14-7-2001                                                              | Dakar                                                                  | Senegal                                                                | 1 – 0                                                                  | Marocco                                                                | Qual. Mondiali 2002                                                    | -                                                                      |                                                                        |
| 21-7-2001                                                              | Windhoek                                                               | Namibia                                                                | 0 – 5                                                                  | Senegal                                                                | Qual. Mondiali 2002                                                    | -                                                                      |                                                                        |
| 4-10-2001                                                              | Lens                                                                   | Senegal                                                                | 2 – 0                                                                  | Giappone                                                               | Amichevole                                                             | -                                                                      |                                                                        |
| 8-11-2001                                                              | Jeonju                                                                 | Corea del Sud                                                          | 0 – 1                                                                  | Senegal                                                                | Amichevole                                                             | -                                                                      |                                                                        |
| 30-12-2001                                                             | Dakar                                                                  | Senegal                                                                | 1 – 0                                                                  | Algeria                                                                | Amichevole                                                             | 1                                                                      |                                                                        |
| 20-1-2002                                                              | Bamako                                                                 | Egitto                                                                 | 0 – 1                                                                  | Senegal                                                                | Coppa d'Africa 2002 - 1º turno                                         | -                                                                      |                                                                        |
| 26-1-2002                                                              | Bamako                                                                 | Zambia                                                                 | 0 – 1                                                                  | Senegal                                                                | Coppa d'Africa 2002 - 1º turno                                         | -                                                                      |                                                                        |
| 4-2-2002                                                               | Bamako                                                                 | Senegal                                                                | 2 – 0                                                                  | RD del Congo                                                           | Coppa d'Africa 2002 - Quarti di finale                                 | -                                                                      |                                                                        |
| 7-2-2002                                                               | Bamako                                                                 | Nigeria                                                                | 1 – 2 dts                                                              | Senegal                                                                | Coppa d'Africa 2002 - Semifinale                                       | -                                                                      |                                                                        |
| 10-2-2002                                                              | Bamako                                                                 | Senegal                                                                | 0 – 0 dts (2 – 3 dtr)                                                  | Camerun                                                                | Coppa d'Africa 2002 - Finale                                           | -                                                                      |                                                                        |
| 14-5-2002                                                              | Riyad                                                                  | Arabia Saudita                                                         | 3 – 2                                                                  | Senegal                                                                | Amichevole                                                             | -                                                                      |                                                                        |
| 23-5-2002                                                              | Tottori                                                                | Senegal                                                                | 1 – 0                                                                  | Ecuador                                                                | Amichevole                                                             | -                                                                      |                                                                        |
| 6-6-2002                                                               | Taegu                                                                  | Senegal                                                                | 1 – 1                                                                  | Danimarca                                                              | Mondiali 2002 - 1º turno                                               | -                                                                      |                                                                        |
| 11-6-2002                                                              | Suwon                                                                  | Senegal                                                                | 3 – 3                                                                  | Uruguay                                                                | Mondiali 2002 - 1º turno                                               | -                                                                      |                                                                        |
| 16-6-2002                                                              | Ōita                                                                   | Svezia                                                                 | 1 – 2 gg                                                               | Senegal                                                                | Mondiali 2002 - Ottavi di finale                                       | 2                                                                      |                                                                        |
| 22-6-2002                                                              | Osaka                                                                  | Senegal                                                                | 0 – 1 gg                                                               | Turchia                                                                | Mondiali 2002 - Quarti di finale                                       | -                                                                      |                                                                        |
| 8-9-2002                                                               | Maseru                                                                 | Lesotho                                                                | 0 – 1                                                                  | Senegal                                                                | Qual. Coppa d'Africa 2004                                              | 1                                                                      |                                                                        |
| 12-10-2002                                                             | Dakar                                                                  | Senegal                                                                | 2 – 2                                                                  | Nigeria                                                                | Amichevole                                                             | -                                                                      |                                                                        |
| 12-2-2003                                                              | Parigi                                                                 | Marocco                                                                | 1 – 0                                                                  | Senegal                                                                | Amichevole                                                             | -                                                                      |                                                                        |
| 30-3-2003                                                              | Banjul                                                                 | Gambia                                                                 | 0 – 0                                                                  | Senegal                                                                | Qual. Coppa d'Africa 2004                                              | -                                                                      |                                                                        |
| 31-5-2003                                                              | Dakar                                                                  | Senegal                                                                | 2 – 1                                                                  | Capo Verde                                                             | Amichevole                                                             | -                                                                      |                                                                        |
| 7-6-2003                                                               | Dakar                                                                  | Senegal                                                                | 3 – 1                                                                  | Gambia                                                                 | Qual. Coppa d'Africa 2004                                              | 1                                                                      |                                                                        |
| 14-6-2003                                                              | Dakar                                                                  | Senegal                                                                | 3 – 0                                                                  | Lesotho                                                                | Qual. Coppa d'Africa 2004                                              | 2                                                                      |                                                                        |
| 10-9-2003                                                              | Niigata                                                                | Giappone                                                               | 0 – 1                                                                  | Senegal                                                                | Amichevole                                                             | -                                                                      |                                                                        |
| 15-11-2003                                                             | Dakar                                                                  | Senegal                                                                | 1 – 0                                                                  | Costa d'Avorio                                                         | Amichevole                                                             | -                                                                      |                                                                        |
| 18-1-2004                                                              | Dakar                                                                  | Senegal                                                                | 2 – 1                                                                  | Sudafrica                                                              | Amichevole                                                             | -                                                                      |                                                                        |
| 26-1-2004                                                              | Tunisi                                                                 | Senegal                                                                | 0 – 0                                                                  | Burkina Faso                                                           | Coppa d'Africa 2004 - 1º turno                                         | -                                                                      |                                                                        |
| 30-1-2004                                                              | Biserta                                                                | Senegal                                                                | 3 – 0                                                                  | Kenya                                                                  | Coppa d'Africa 2004 - 1º turno                                         | -                                                                      |                                                                        |
| 2-2-2004                                                               | Tunisi                                                                 | Senegal                                                                | 1 – 1                                                                  | Mali                                                                   | Coppa d'Africa 2004 - 1º turno                                         | -                                                                      |                                                                        |
| 7-2-2004                                                               | Radès                                                                  | Tunisia                                                                | 1 – 0                                                                  | Senegal                                                                | Coppa d'Africa 2004 - Quarti di finale                                 | -                                                                      |                                                                        |
| 29-5-2004                                                              | Parigi                                                                 | Senegal                                                                | 1 – 1                                                                  | Guinea                                                                 | Amichevole                                                             | -                                                                      |                                                                        |
| 5-6-2004                                                               | Dakar                                                                  | Senegal                                                                | 2 – 0                                                                  | Rep. del Congo                                                         | Qual. Mondiali 2006                                                    | -                                                                      |                                                                        |
| 13-6-2004                                                              | Praia                                                                  | Capo Verde                                                             | 1 – 3                                                                  | Senegal                                                                | Amichevole                                                             | -                                                                      |                                                                        |
| 20-6-2004                                                              | Lomé                                                                   | Togo                                                                   | 3 – 1                                                                  | Senegal                                                                | Qual. Mondiali 2006                                                    | -                                                                      |                                                                        |
| 3-7-2004                                                               | Dakar                                                                  | Senegal                                                                | 1 – 0                                                                  | Zambia                                                                 | Qual. Mondiali 2006                                                    | -                                                                      |                                                                        |
| 18-8-2004                                                              | Avignone                                                               | Costa d'Avorio                                                         | 2 – 1                                                                  | Senegal                                                                | Amichevole                                                             | 1                                                                      |                                                                        |
| 5-9-2004                                                               | Bamako                                                                 | Mali                                                                   | 2 – 2                                                                  | Senegal                                                                | Qual. Mondiali 2006                                                    | 1                                                                      |                                                                        |
| 10-10-2004                                                             | Paynesville                                                            | Liberia                                                                | 0 – 3                                                                  | Senegal                                                                | Qual. Mondiali 2006                                                    | 2                                                                      |                                                                        |
| 9-2-2005                                                               | Créteil                                                                | Camerun                                                                | 1 – 0                                                                  | Senegal                                                                | Amichevole                                                             | -                                                                      |                                                                        |
| 26-3-2005                                                              | Dakar                                                                  | Senegal                                                                | 6 – 1                                                                  | Liberia                                                                | Qual. Mondiali 2006                                                    | 1                                                                      |                                                                        |
| 5-6-2005                                                               | Brazzaville                                                            | Rep. del Congo                                                         | 0 – 0                                                                  | Senegal                                                                | Qual. Mondiali 2006                                                    | -                                                                      |                                                                        |
| 18-6-2005                                                              | Dakar                                                                  | Senegal                                                                | 2 – 2                                                                  | Togo                                                                   | Qual. Mondiali 2006                                                    | 1                                                                      |                                                                        |
| 17-8-2005                                                              | Londra                                                                 | Ghana                                                                  | 0 – 0                                                                  | Senegal                                                                | Amichevole                                                             | -                                                                      |                                                                        |
| 8-10-2005                                                              | Dakar                                                                  | Senegal                                                                | 3 – 0                                                                  | Mali                                                                   | Qual. Mondiali 2006                                                    | 2                                                                      |                                                                        |
| 12-11-2005                                                             | Port Elizabeth                                                         | Sudafrica                                                              | 2 – 3                                                                  | Senegal                                                                | Amichevole                                                             | -                                                                      |                                                                        |
| 14-1-2006                                                              | Dakar                                                                  | Senegal                                                                | 0 – 0                                                                  | RD del Congo                                                           | Amichevole                                                             | -                                                                      |                                                                        |
| 23-1-2006                                                              | Porto Said                                                             | Zimbabwe                                                               | 0 – 2                                                                  | Senegal                                                                | Coppa d'Africa 2006 - 1º turno                                         | 1                                                                      |                                                                        |
| 27-1-2006                                                              | Porto Said                                                             | Ghana                                                                  | 0 – 1                                                                  | Senegal                                                                | Coppa d'Africa 2006 - 1º turno                                         | -                                                                      |                                                                        |
| 31-1-2006                                                              | Porto Said                                                             | Nigeria                                                                | 2 – 1                                                                  | Senegal                                                                | Coppa d'Africa 2006 - 1º turno                                         | 1                                                                      |                                                                        |
| 3-2-2006                                                               | Alessandria d'Egitto                                                   | Guinea                                                                 | 2 – 3                                                                  | Senegal                                                                | Coppa d'Africa 2006 - Quarti di finale                                 | 1                                                                      |                                                                        |
| 7-2-2006                                                               | Il Cairo                                                               | Egitto                                                                 | 2 – 1                                                                  | Senegal                                                                | Coppa d'Africa 2006 - Semifinale                                       | -                                                                      |                                                                        |
| 9-2-2006                                                               | Il Cairo                                                               | Senegal                                                                | 0 – 1                                                                  | Nigeria                                                                | Coppa d'Africa 2006 - Finale 3º posto                                  | -                                                                      |                                                                        |
| 16-8-2006                                                              | Dakar                                                                  | Senegal                                                                | 1 – 0                                                                  | Costa d'Avorio                                                         | Amichevole                                                             | -                                                                      |                                                                        |
| 7-10-2006                                                              | Ouagadougou                                                            | Burkina Faso                                                           | 1 – 0                                                                  | Senegal                                                                | Qual. Coppa d'Africa 2008                                              | -                                                                      |                                                                        |
| 24-3-2007                                                              | Dakar                                                                  | Senegal                                                                | 4 – 0                                                                  | Tanzania                                                               | Qual. Coppa d'Africa 2008                                              | -                                                                      |                                                                        |
| 8-9-2007                                                               | Dakar                                                                  | Senegal                                                                | 5 – 1                                                                  | Burkina Faso                                                           | Qual. Coppa d'Africa 2008                                              | 2                                                                      |                                                                        |
| 17-11-2007                                                             | Colombes                                                               | Mali                                                                   | 2 – 3                                                                  | Senegal                                                                | Amichevole                                                             | -                                                                      |                                                                        |
| 21-11-2007                                                             | Créteil                                                                | Marocco                                                                | 3 – 0                                                                  | Senegal                                                                | Amichevole                                                             | -                                                                      |                                                                        |
| 12-1-2008                                                              | Dakar                                                                  | Senegal                                                                | 3 – 1                                                                  | Namibia                                                                | Amichevole                                                             | 1                                                                      |                                                                        |
| 16-1-2008                                                              | Ouagadougou                                                            | Benin                                                                  | 1 – 2                                                                  | Senegal                                                                | Amichevole                                                             | -                                                                      |                                                                        |
| 23-1-2008                                                              | Tamale                                                                 | Tunisia                                                                | 2 – 2                                                                  | Senegal                                                                | Coppa d'Africa 2008 - 1º turno                                         | -                                                                      |                                                                        |
| 27-1-2008                                                              | Tamale                                                                 | Senegal                                                                | 1 – 3                                                                  | Angola                                                                 | Coppa d'Africa 2008 - 1º turno                                         | -                                                                      |                                                                        |
| 31-1-2008                                                              | Kumasi                                                                 | Senegal                                                                | 1 – 1                                                                  | Sudafrica                                                              | Coppa d'Africa 2008 - 1º turno                                         | 1                                                                      |                                                                        |
| 31-5-2008                                                              | Dakar                                                                  | Senegal                                                                | 1 – 0                                                                  | Algeria                                                                | Qual. Mondiali 2010                                                    | -                                                                      |                                                                        |
| 8-6-2008                                                               | Banjul                                                                 | Gambia                                                                 | 0 – 0                                                                  | Senegal                                                                | Qual. Mondiali 2010                                                    | -                                                                      |                                                                        |
| 15-6-2008                                                              | Paynesville                                                            | Liberia                                                                | 2 – 2                                                                  | Senegal                                                                | Qual. Mondiali 2010                                                    | -                                                                      |                                                                        |
| 21-6-2008                                                              | Dakar                                                                  | Senegal                                                                | 3 – 1                                                                  | Liberia                                                                | Qual. Mondiali 2010                                                    | 1                                                                      |                                                                        |
| 20-8-2008                                                              | Tripoli                                                                | Libia                                                                  | 0 – 0                                                                  | Senegal                                                                | Amichevole                                                             | -                                                                      |                                                                        |
| 5-9-2008                                                               | Blida                                                                  | Algeria                                                                | 3 – 2                                                                  | Senegal                                                                | Qual. Mondiali 2010                                                    | -                                                                      |                                                                        |
| 11-10-2008                                                             | Dakar                                                                  | Senegal                                                                | 1 – 1                                                                  | Gambia                                                                 | Qual. Mondiali 2010                                                    | -                                                                      |                                                                        |
| Totale                                                                 |                                                                        | Presenze (1º posto)                                                    | 99                                                                     |                                                                        | Reti (2º posto)                                                        | 29                                                                     |                                                                        |

## Palmarès

### Club
- Campionato svizzero: 1

Grasshoppers: 2000-2001
- Campionato scozzese: 1

Celtic: 2003-2004
- Coppa di Scozia: 1

Celtic: 2003-2004